# 巴亚多利德 (墨西哥)
巴亚多利德（發音：[baʝaðoˈlið] ⓘ）是墨西哥尤卡坦州的第二大城市。

## 图册

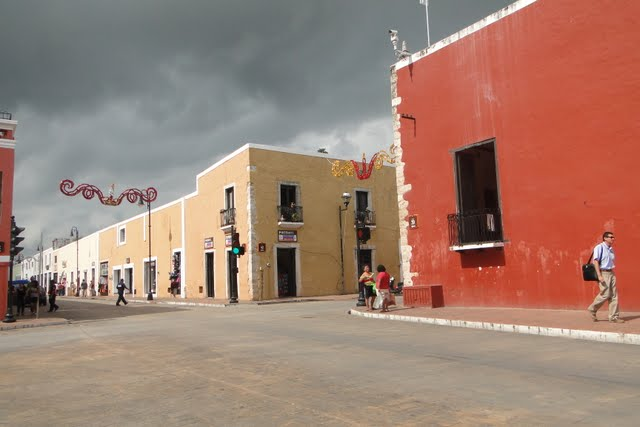
街景
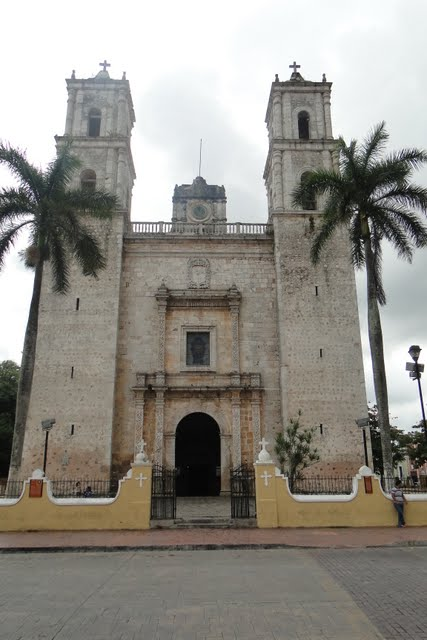
街景
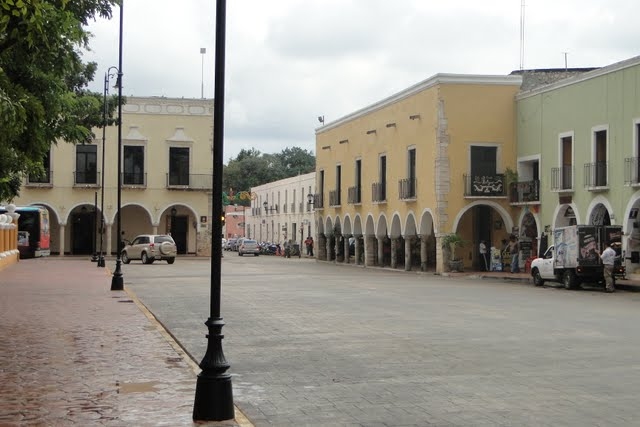
街景